# Santa Lucrécia de Algeriz e Navarra
Santa Lucrécia de Algeriz e Navarra (oficialmente: União das Freguesias de Santa Lucrécia de Algeriz e Navarra) é uma freguesia portuguesa do município de Braga, com 6,22 km² de área e 909 habitantes (censo de 2021). A sua densidade populacional é 146,1 hab./km².

## História
Foi constituída em 2013, no âmbito de uma reforma administrativa nacional, pela agregação das antigas freguesias de Santa Lucrécia de Algeriz e Navarra e tem a sede em Santa Lucrécia de Algeriz.

## Demografia
A população registada nos censos foi:
| Distribuição da População por Grupos Etários | Distribuição da População por Grupos Etários | Distribuição da População por Grupos Etários | Distribuição da População por Grupos Etários | Distribuição da População por Grupos Etários | Distribuição da População por Grupos Etários |
| -------------------------------------------- | -------------------------------------------- | -------------------------------------------- | -------------------------------------------- | -------------------------------------------- | -------------------------------------------- |
| Antes da agregação                           |                                              |                                              |                                              |                                              |                                              |
| Ano                                          | 0-14 anos                                    | 15-24 anos                                   | 25-64 anos                                   | >= 65 anos                                   | Total                                        |
| 2001                                         | 176                                          | 169                                          | 441                                          | 153                                          | 939                                          |
| 2011                                         | 145                                          | 137                                          | 558                                          | 154                                          | 994                                          |
| Após a agregação                             |                                              |                                              |                                              |                                              |                                              |
| Ano                                          | 0-14 anos                                    | 15-24 anos                                   | 25-64 anos                                   | >= 65 anos                                   | Total                                        |
| 2021                                         | 113                                          | 93                                           | 524                                          | 179                                          | 909                                          |